# Spirit (Spirit)
| Recensione              | Giudizio        |
| ----------------------- | --------------- |
| AllMusic                | [ 1 ]           |
| Sputnikmusic            | 3.9 (Excellent) |
| Piero Scaruffi          | [ 3 ]           |
| Dizionario del Pop-Rock | [ 4 ]           |
| 24.000 dischi           | [ 5 ]           |

Spirit è l'album discografico d'esordio dell'omonimo gruppo rock californiano, pubblicato dall'etichetta discografica Ode Records nel gennaio del 1968.

## Il disco
L'album auto titolato degli Spirit fu uno di quei multiformi sperimentalismi legati in gran parte ai contemporanei successi dei Beatles Sgt. Pepper's Lonely Hearts Club Band e dei Pink Floyd The Piper at the Gates of Dawn e marcò gli umili inizi e le grandi aspirazioni di questi autori eponimi. Mentre la forma mentis richiesta per produrre l'album Spirit era comunque onnipresente, l'impresa di per sé era lontana dagli schemi convenzionali. L'eclettismo di Randy California unito allo psicotropismo di Syd Barrett e allo spirito West Coast - boemiénne di Van Morrison, benché l'insieme risultasse piuttosto inaccessibile alle masse, rese il progetto maturo per i programmi radio specializzati in underground. Il gruppo avrebbe più tardi ridotto la sua psichedelia per spaziare in generi più ampi.
Questa iniziale produzione fu pubblicata per la prima volta dalla Ode Records nel 1968. Essa fu, nel 1996, rimasterizzata dai nastri originali e riedita da Sony su compact disc.
L'album raggiunse la trentunesima posizione (il 7 settembre 1968) della classifica statunitense Billboard 200.

## Tracce
Lato A
1. Fresh-Garbage – 3:11 (Jay Ferguson) – Registrato il 7 novembre 1967
2. Uncle Jack – 2:44 (Jay Ferguson) – Registrato il 31 agosto 1967
3. Mechanical World – 5:15 (Mark Andes, Jay Ferguson) – Registrato il 7 novembre 1967
4. Taurus – 2:37 (Randy California) – Registrato il 10 novembre 1967
5. Girl in Your Eye – 3:15 (Jay Ferguson) – Registrato il 14 novembre 1967
6. Straight Arrow – 2:50 (Jay Ferguson) – Registrato il 9 novembre 1967

Lato B
1. Topanga Windows – 3:36 (Jay Ferguson) – Registrato il 14 novembre 1967
2. Gramophone Man – 3:49 (Jay Ferguson, John Locke, Randy California, Mark Andes, Ed Cassidy) – Registrato il 17 novembre 1967
3. Water Woman – 2:11 (Jay Ferguson) – Registrato il 9 novembre 1967
4. The Great Canyon Fire in General – 2:46 (Jay Ferguson) – Registrato il 14 novembre 1967
5. Elijah – 10:42 (John Locke) – Registrato il 10 novembre 1967

Edizione CD del 1996, pubblicato dalla Epic Records (485175 2)
1. Fresh-Garbage – 3:11 (Jay Ferguson)
2. Uncle Jack – 2:44 (Jay Ferguson)
3. Mechanical World – 5:15 (Mark Andes, Jay Ferguson)
4. Taurus – 2:37 (Randy California)
5. Girl in Your Eye – 3:15 (Jay Ferguson)
6. Straight Arrow – 2:50 (Jay Ferguson)
7. Topanga Windows – 3:36 (Jay Ferguson)
8. Gramophone Man – 3:49 (Jay Ferguson, John Locke, Randy California, Mark Andes, Ed Cassidy)
9. Water Woman – 2:11 (Jay Ferguson)
10. The Great Canyon Fire in General – 2:46 (Jay Ferguson)
11. Elijah – 10:42 (John Locke)
12. Veruska – 2:50 (Randy California) – Bonus Track; Previously Unissued
13. Free Spirit – 4:27 (John Locke) – Bonus Track; Previously Unissued
14. If I Had a Woman – 3:11 (Randy California) – Bonus Track; Previously Unissued
15. Elijah (Alternate Take) – 9:42 (John Locke) – Bonus Track; Previously Unissued

- Brano Veruska, registrato il 9 novembre 1967
- Brano Free Spirit, registrato il 13 settembre 1967
- Brano If I Had a Woman, registrato il 16 novembre 1967
- Brano Elijah (Alternate Take), registrato il 10 novembre 1967

## Miscellanea
La canzone Fresh-Garbage è stata campionata per realizzare il brano Feel Good Time di Pink (cantante), presente nella colonna sonora di Charlie's Angels - Più che mai. Fresh Garbage è stata anche usata come titolo (e tema musicale) di un programma di musica rock della BBC radio Londra agli inizi del 1970.
Nel 1973 la Epic realizzava un doppio LP che rilanciava gli album Spirit e Clear intitolato Spirit.
La prima parte della melodia ricorrente del brano Taurus (con l'arrangiamento che include un ruolo preminente per chitarra acustica) è stata accostata all'introduzione del brano Stairway to Heaven Led Zeppelin, i quali nel 1968 parteciparono, come gruppo di apertura, ad una tournée negli Stati Uniti del gruppo californiano. Stairway to Heaven fu oggetto di un'accusa di plagio presentata dagli eredi di Randy California, ex chitarrista degli Spirit.
L'accusa è caduta nel 2016 a seguito di un processo che ha assolto i Led Zeppelin.

## Formazione
- Randy California - chitarre
- Jay Ferguson - voce, percussioni
- John Locke - tastiere
- Mark Andes - basso, voce
- Ed Cassidy - batteria, percussioni

Note aggiuntive
- Lou Adler - produttore
- Marty Paich - arrangiamento strumenti ad arco e strumenti a fiato
- Eirik Wangberg, Armin Steiner e Mike Leitz - ingegneri delle registrazioni
- Corporate Head - design album
- Tom Wilkes - art director
- Guy Webster - fotografia copertina frontale album
- Jay Thompson - fotografia retrocopertina album
- Assistenza di Terry Clements, Marshall Blonstein e Doug Wallack[13]